# Chlorospatha longipoda
Chlorospatha longipoda là một loài thực vật có hoa trong họ Ráy (Araceae). Loài này được (K.Krause) Madison mô tả khoa học đầu tiên năm 1981.